# 基幹学校

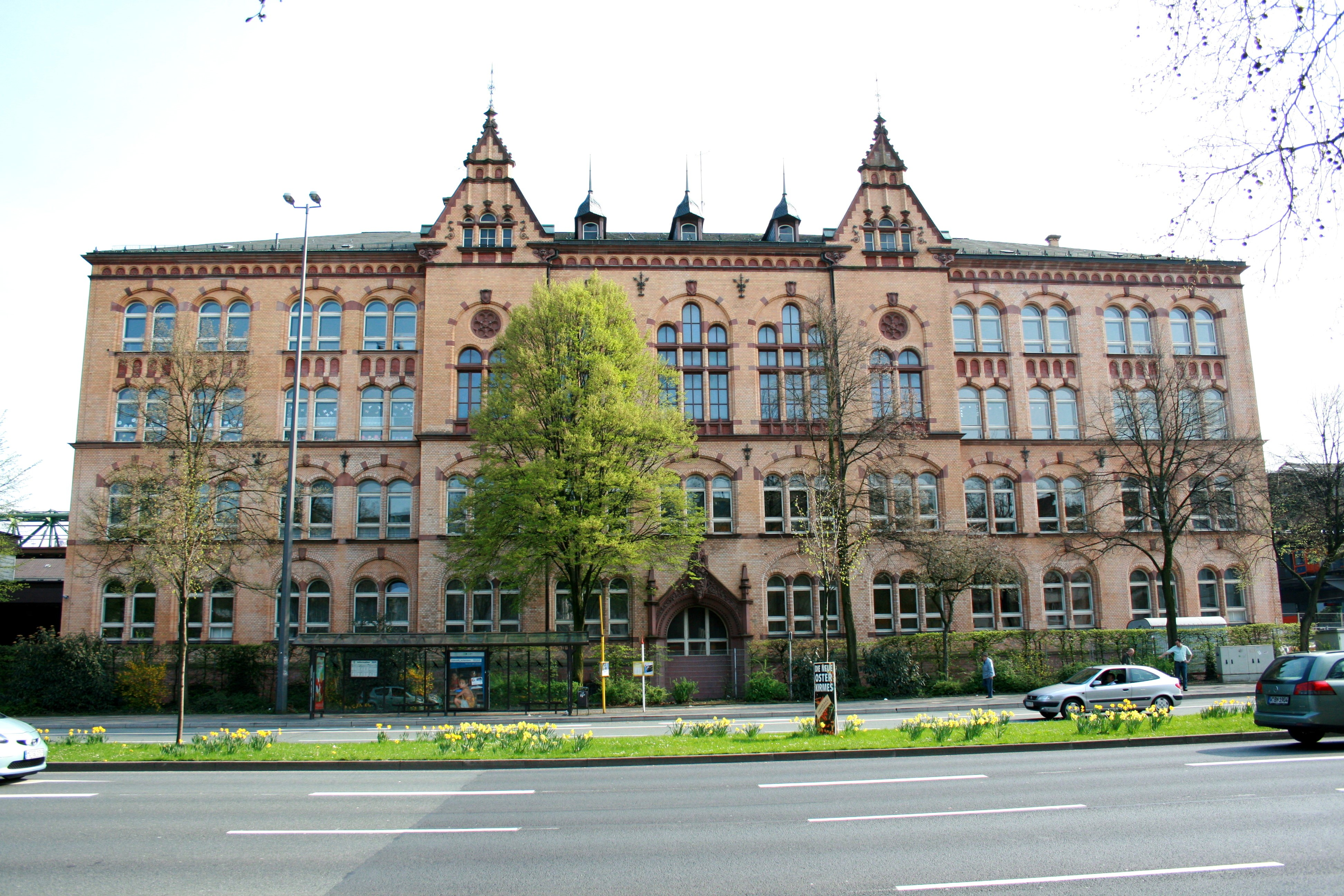
Catholic Hauptschule（ヴッパータール市）

基幹学校（ドイツ語: Hauptschule、英語: general school）とは、ドイツとオーストリアにおいて前期中等教育を行うISCEDレベル2の学校であり、4年間の初等教育を終えた者が入学する。
ドイツの教育制度においては、4年制（6－10歳）の基礎学校（初等教育レベル）を経た者の進路は、ギムナジウム（Gymnasium）、 実科学校（Realschule）、 基幹学校（Hauptschule）の3つに分かれる。うち基幹学校は5-6年制課程であり、15-17歳にて卒業することとなる。

## ドイツにおける基幹学校
基幹学校の教育課程は、週間授業時間数は27－32単位時間（1単位時間は45分）であり、ドイツ語（国語）、英語（第一外国語）、数学、物理、化学、生物、地理、歴史、政治、「宗教又は倫理」、音楽、美術、体育、労働科から構成され、労働科は技術、経済、家庭の基礎知識の習得と職業準備を行う教科である。実科学校やギムナジウム（中高一貫教育校）とは異なり、第二外国語の授業はない。
なお、基幹学校には第10学年（高等学校第1学年）を置く6年制とすることができる。
卒業後の進路は、ベルーフスシューレ（職業学校、主に職業関連の理論に関する教育を実施、定時制就学義務）に通いながら、会社・企業で技術を身につけるデュアルシステムに基づく職業訓練を受けようとする者（職業訓練のうち最初の1年間は全日制の基礎的職業教育を行う職業基礎教育年で済ませることができる）及び職業専門学校（修業年限が1年以上の全日制職業教育学校）へ進学しようとする者が進学する学校である。これら、職業上級学校もしくは職業専門学校を卒業した者は専門大学（FH）入学資格を得ることができる。